# Niederhessen
Niederhessen ist eine historische Bezeichnung für ein Gebiet im nördlichen Hessen (Nordhessen).
Der Begriff Niederhessen entstand im Mittelalter für das sogenannte „Niederfürstentum“ der Landgrafschaft Hessen, das durch die Grafschaft Ziegenhain bis 1450 vom sogenannten „Oberfürstentum“ (Oberhessen) getrennt war. Es umfasste das Gebiet an unterer Fulda, Eder, Schwalm, Werra und der Oberweser mit der Residenz Kassel sowie u. a. den Städten Homberg (Efze), Melsungen, Eschwege, Felsberg, Grebenstein und Rotenburg an der Fulda.
Nach der erneuten Teilung der Landgrafschaft Hessen nach dem Tod des Landgrafen Philipp des Großmütigen im Jahre 1567 wurde das Gebiet das Kernland der neuen Landgrafschaft Hessen-Kassel.